# 生田站 (神奈川縣)
生田站（日语：／ Ikuta eki */?）是一個位於神奈川縣川崎市多摩區生田七丁目，屬於小田急電鐵小田原線的鐵路車站。車站編號是OH 20。

## 歷史
- 1927年（昭和2年）4月1日：東生田站開業。為「直通」班次的停車站。另外各站停車僅停靠新宿站 - 稻田登戶站（現向丘遊園站）。
- 1937年（昭和12年）9月1日：小田原站方向「直通」班次的停車站（往片瀨江之島站「直通」班次不停站）。
- 1945年（昭和20年）6月：各站停車延伸至全線。廢止「直通」班次。
- 1946年（昭和21年）10月1日：增加準急班次，為準急停靠站。
- 1948年（昭和23年）9月：增加櫻準急，為其停靠站。
- 1960年（昭和35年）3月25日：增加通勤準急，為其停靠站。
- 1964年（昭和39年）3月1日：改稱生田站。
- 1983年（昭和58年）12月27日：跨站式站房與自由通道完成、啟用。
- 2004年（平成16年）12月11日：增加區間準急，為其停靠站。
- 2018年（平成30年）3月17日：成為通勤準急停靠站。

### 站址紛爭
小田急開業前，生田村積極招引小田急設站。當時生田村東西狹長，地方雖有提議在村中央設站，但小田急仍決定在村役場附近設站，並與當地居民協調土地。不過，村落西側對此表達反對，要求改在西側設站，因此小田急將站址改在現在的讀賣樂園前站的位置。但此計畫又引發東地區居民的反彈，表示「若不設站就不賣土地」。最後，小田急決定兩邊同時設站。現在站前設有開通紀念碑。

### 站名由來
車站開設當時稱「東生田」，現在「讀賣樂園前站」稱「西生田」。1964年「西生田站」改稱「讀賣樂園前站」，本站也隨之改名為「生田」。「生田」是來自於開業時所在地「生田村」（前身為「上菅生（すがお）村」與「五反田村」）。

## 車站構造
本站是側式月台2面2線跨站式站房地面車站。
| 月台 | 路線     | 方向 | 目的地                 |
| ---- | -------- | ---- | ---------------------- |
| 1    | 小田原線 | 下行 | 小田原、片瀨江之島方向 |
| 2    | 小田原線 | 上行 | 新宿、千代田線方向     |

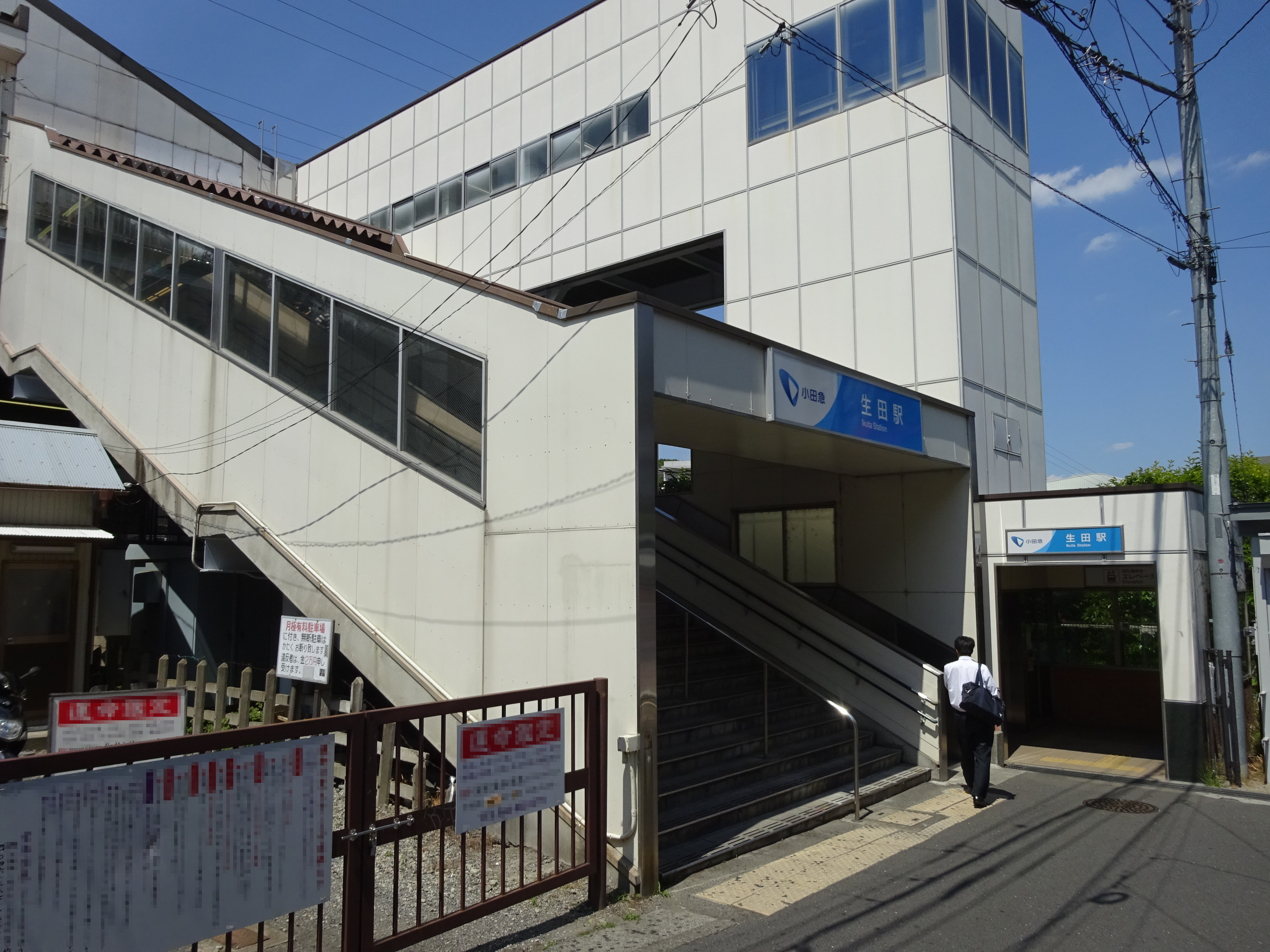
南口（2017年6月）
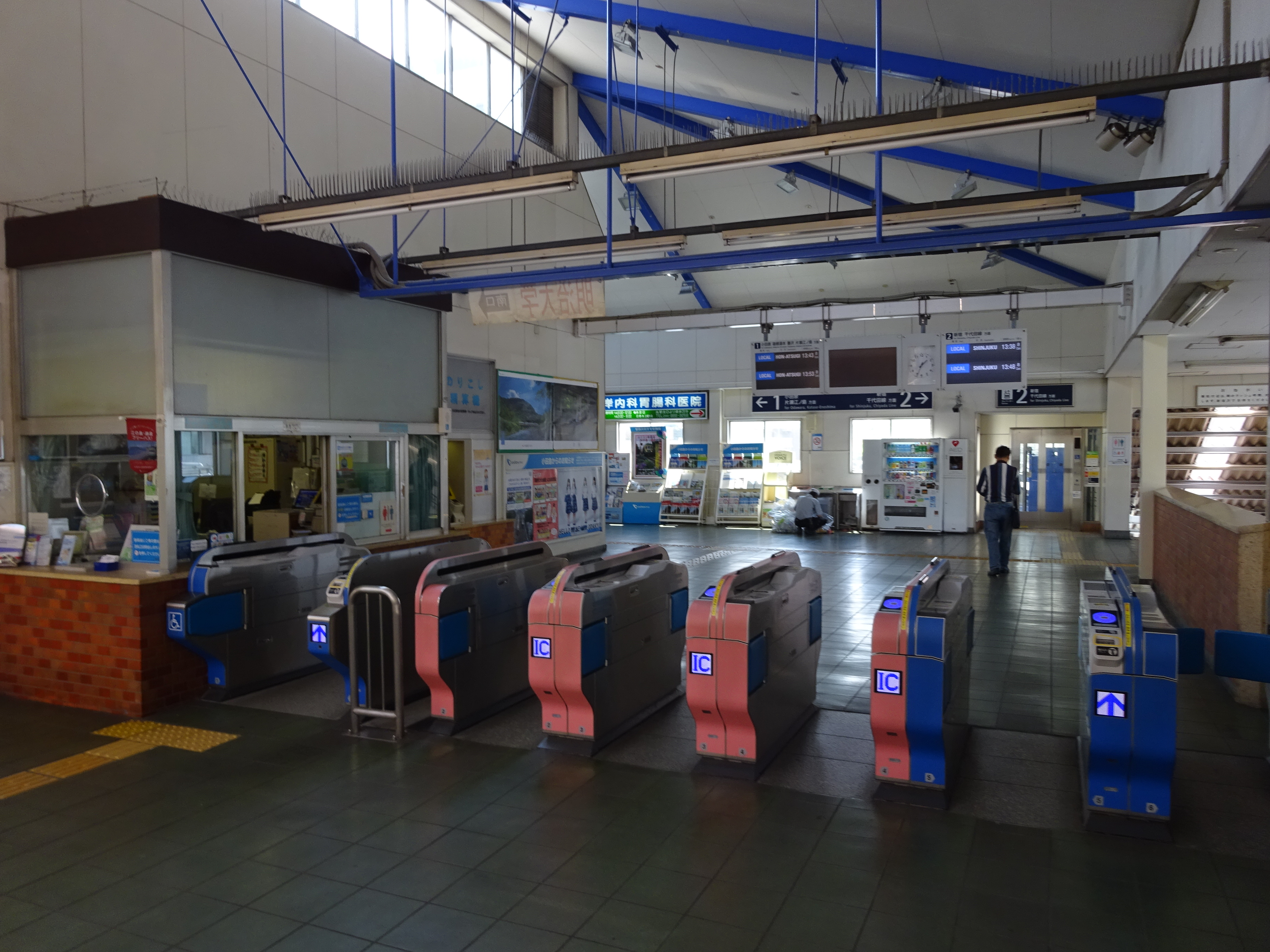
檢票口（2017年6月）
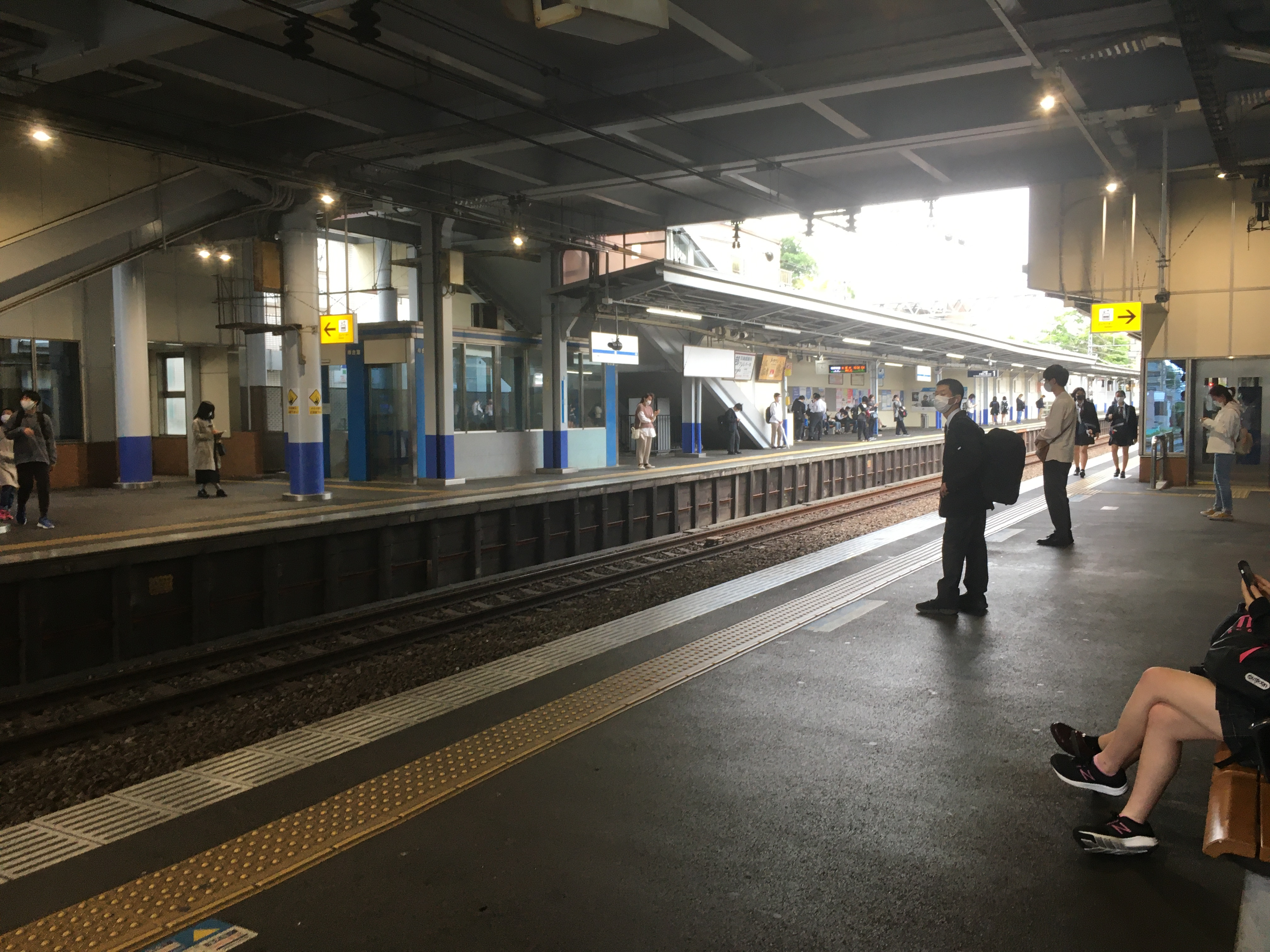
月台（2021年5月）

### 站內設備
站房位於2樓，月台位於1樓。零售店「OX SHOP」與ATM（橫濱銀行生田支店小田急生田站出張所）位於2樓剪票口外大廳。
各月台皆有候車室。廁所位在2號月台（上行）。1樓月台與2樓月台間有升降機。另1樓月台至2樓也有電扶梯（僅有向上）。下行月台與南側圓環間有斜坡連結。
2013年2月21日，站內設置列車資訊顯示器。

## 使用情況
2017年度1日平均上下車人次為45,813人。
上下車人次、上車人次變化如下表。
| 年度               | 1日平均 上下車人次 | 1日平均 上車人次 | 來源     |
| ------------------ | ------------------ | ---------------- | -------- |
| 1995年（平成07年） |                    | 23,709           | [ * 1 ]  |
| 1996年（平成08年） |                    | 23,091           |          |
| 1997年（平成09年） |                    | 22,023           |          |
| 1998年（平成10年） |                    | 22,639           | [ * 2 ]  |
| 1999年（平成11年） |                    | 22,241           | [ * 3 ]  |
| 2000年（平成12年） |                    | 21,899           | [ * 3 ]  |
| 2001年（平成13年） |                    | 21,555           | [ * 4 ]  |
| 2002年（平成14年） | 42,206             | 21,347           | [ * 5 ]  |
| 2003年（平成15年） | 41,886             | 21,129           | [ * 6 ]  |
| 2004年（平成16年） | 41,517             | 20,928           | [ * 7 ]  |
| 2005年（平成17年） | 41,314             | 20,772           | [ * 8 ]  |
| 2006年（平成18年） | 42,071             | 21,122           | [ * 9 ]  |
| 2007年（平成19年） | 43,830             | 22,001           | [ * 10 ] |
| 2008年（平成20年） | 43,990             | 22,044           | [ * 11 ] |
| 2009年（平成21年） | 43,906             | 22,036           | [ * 12 ] |
| 2010年（平成22年） | 43,925             | 22,021           | [ * 13 ] |
| 2011年（平成23年） | 43,549             | 21,811           | [ * 14 ] |
| 2012年（平成24年） | 44,189             | 22,142           | [ * 15 ] |
| 2013年（平成25年） | 44,881             | 22,491           | [ * 16 ] |
| 2014年（平成26年） | 44,606             | 23,319           | [ * 17 ] |
| 2015年（平成27年） | 45,279             | 22,651           | [ * 18 ] |
| 2016年（平成28年） | 45,735             | 22,884           | [ * 19 ] |
| 2017年（平成29年） | 45,813             |                  |          |

## 車站周邊
附近有明治大學、專修大學、聖瑪麗安娜醫科大學等大學。車站附近（讀賣樂園前站之間）地下有東日本旅客鐵道武藏野線通過，其他設施有生田隧道與生田變電所。

### 北口
- Odakyu OX
- YURI STORE（日语：ゆりストア）
- 多摩區役所生田出張所
- 生田站前郵便局
- 三井住友銀行生田支店
- 城南信用金庫（日语：城南信用金庫）生田支店
- 神奈川縣立生田東高等学校（日语：神奈川県立生田東高等学校）
- 川崎市立生田小學校

#### 巴士路線
生田站前（神奈川中央交通（相模神奈交巴士）、小田急巴士）
- 淵24系統 - 往淵野邊站北口／往登戶（神奈中）　※週日、假日早晨一班
- 無系統編號 - 往生田折返場（日语：小田急バス登戸営業所）（小田急）
- 無系統編號 - 往向丘遊園站（小田急）

### 南口
- 明治大學生田校舍 - 理工學部與農學部
- 專修大學生田校區
- 川崎市立生田中學校
  - 川崎市立生田中學校特別創作活動中心
- 西三田團地
- 川崎三田郵便局
- OK（日语：オーケー）生田店
- 春秋苑（靈園）
- 稻毛屋（日语：いなげや）川崎生田店
- 長澤淨水場（日语：長沢浄水場）

#### 巴士路線
生田站巴士圓環（川崎市交通局）
- 1號乘車處
  - 生03系統 - 經南生田小學校前往鷲峰營業所（日语：川崎市バス鷲ヶ峰営業所）／經南生田小學校前往聖瑪麗安娜醫科大學（日语：聖マリアンナ医科大学）前
- 2號乘車處
  - 生01系統 - 往宮前平站、宮前區役所前／經長澤入口往鷲峰營業所
  - 生02系統 - 經平野往鷲峰營業所／經平野往聖瑪麗安娜醫科大學前

## 其他
現在的明治大學生田校舍在戰時是大日本帝國陸軍登戶研究所，本站只有附近居民與軍方相關人士可下車。
瀧本龍彥作品《歡迎加入NHK！》以本站周邊為舞台，本站在作品中改稱為「幾田站」。
本地小說家庄野潤三作品多次提及本站周邊。

## 相鄰車站
小田急電鐵
 小田原線

■快速急行、□通勤急行、■急行
通過
□通勤準急、■準急、■各站停車（通勤準急僅上行、準急僅下行停車）
向丘遊園（OH 19）－生田（OH 20）－讀賣樂園前（OH 21）

## 資料來源
神奈川縣縣勢要覧
1. ↑  線区別駅別乗車人員（1日平均）の推移 （页面存档备份，存于） - 21ページ
2. ↑  神奈川県県勢要覧（平成12年度）- 223ページ
3. 1 2  神奈川県県勢要覧（平成13年度）PDF - 225ページ
4. ↑  神奈川県県勢要覧（平成14年度）PDF - 223ページ
5. ↑  神奈川県県勢要覧（平成15年度）PDF - 223ページ
6. ↑  神奈川県県勢要覧（平成16年度）PDF - 223ページ
7. ↑  神奈川県県勢要覧（平成17年度）PDF - 225ページ
8. ↑  神奈川県県勢要覧（平成18年度）PDF - 225ページ
9. ↑  神奈川県県勢要覧（平成19年度）PDF - 227ページ
10. ↑  神奈川県県勢要覧（平成20年度）PDF - 231ページ
11. ↑  神奈川県県勢要覧（平成21年度）PDF - 241ページ
12. ↑  神奈川県県勢要覧（平成22年度）PDF - 239ページ
13. ↑  神奈川県県勢要覧（平成23年度）PDF - 239ページ
14. ↑  神奈川県県勢要覧（平成24年度）PDF - 235ページ
15. ↑  神奈川県県勢要覧（平成25年度）PDF - 237ページ
16. ↑  神奈川県県勢要覧（平成26年度）PDF - 239ページ
17. ↑  神奈川県県勢要覧（平成27年度）PDF - 239ページ
18. ↑  神奈川県県勢要覧（平成28年度）PDF - 247ページ
19. ↑  神奈川県県勢要覧（平成29年度）PDF - 239ページ

## 外部連結
- 生田 - 小田急電鐵